# Roland Szolnoki
Roland Szolnoki (* 21. ledna 1992, Mór, Maďarsko) je maďarský fotbalový obránce a reprezentant, který v současnosti hraje za maďarský klub Videoton FC.

## Klubová kariéra
V profesionálním fotbale debutoval v dresu maďarského klubu Videoton FC.

## Reprezentační kariéra
V A-mužstvu Maďarska debutoval 5. 6. 2015 v přátelském zápase v Debrecenu proti týmu Litvy (výhra 4:0).